# Guianacara
Guianacara ist eine Buntbarschgattung, die in den Flüssen des nordöstlichen Südamerika heimisch ist. Im deutschen werden die Fische als Sattelfleckbuntbarsche bezeichnet.

## Merkmale
Guianacara-Arten sind kleine bis mittelgroße Buntbarsche, werden maximal 20 Zentimeter lang, bleiben meist aber kleiner. Der Körper ist sehr hochrückig und seitlich stark abgeflacht, der Kopf hoch und kurz, die Stirnlinie steil und abgerundet. Das kleine Maul ist endständig und liegt relativ weit unten. Weibchen bleiben kleiner und sind schlanker. Das Auge wird durch einen dunklen Augenstreifen getarnt. Auf der Mitte der Körperseiten liegt ein artspezifisch ausgeprägtes, senkrechtes schwarzes Band, das bei adulten Tieren und bei der Untergattung Oelemaria zu einem dunklen Fleck reduziert sein kann bzw. ist. Guianacara-Arten haben 26 bis 27 Wirbel (13+14 o. 13+13). Die Arten der Untergattung Guianacara besitzen zwei Supraneuralia (Neuralfortsätze), Guianacara oelemariensis (Untergattung Oelemaria) nur eine.

## Verbreitung
Sattelfleckbuntbarsche sind vom Río Caroní in Venezuela über die drei Guayanas (Französisch-Guayana, Guyana und Suriname) bis zum Rio Caciporé im nordöstlichen Brasilien nördlich der Amazonasmündung, sowie im Rio Branco, Rio Curuá und Rio Trombetas im Amazonasbecken verbreitet.

## Fortpflanzung
Guianacara-Arten sind Substratlaicher, die in den meisten Fällen eine Mutterfamilie bilden, d. h. das Weibchen pflegt das Gelege, das bis zu 500 Eier umfassen kann, während das Männchen sich um die Revierverteidigung kümmert.

## Namensgebung
Der Gattungsname Guianacara ist aus den beiden Begriffen Guayana für das Hauptverbreitungsgebiet und dem in der Tupí-Guaraní-Sprache geläufigen Ausdruck „Acará“ für Buntbarsche zusammengesetzt.

## Arten
Die Datenbank FishBase listet gegenwärtig sieben Arten auf:
- Gattung Guianacara
  - Untergattung Guianacara
    - Guianacara cuyunii López-Fernández, Taphorn & Kullander, 2006
    - Guianacara dacrya Arbour & López-Fernández, 2011
    - Guianacara geayi (Pellegrin, 1902)
    - Guianacara owroewefi Kullander & Nijssen, 1989 (Typusart)
    - Guianacara sphenozona Kullander & Nijssen, 1989
    - Guianacara stergiosi López-Fernández, Taphorn & Kullander, 2006

  - Untergattung Oelemaria
    - Guianacara oelemariensis Kullander & Nijssen, 1989